# Concession britannique de Tientsin
La concession britannique de Tientsin (chinois : 天津英租界) fut l’une des sept concessions que le Royaume-Uni établit en Chine. Elle comptait parmi les neuf concessions étrangères de Tientsin et se distingua tant par son antériorité que par sa prospérité. Ce territoire, dévolu à la couronne britannique, confinait aux possessions concédées à la France et à la Prusse, respectivement au nord-ouest et au sud-est, tandis qu’il faisait vis-à-vis à la concession russe, sise sur l’autre rive du Hai. Cette colonie, que favorisèrent le négoce et l’afflux de capitaux étrangers, connut un essor économique notable, s’érigeant en un foyer d’activités marchandes et industrielles. La présence britannique y laissa maints témoignages architecturaux et urbanistiques, dont nombre subsistent encore aujourd’hui

## Histoire

### Établissement de la concession

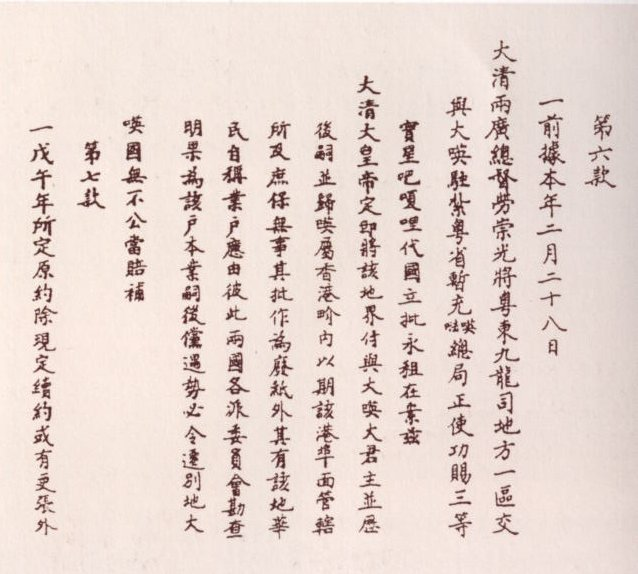
Copie chinoise de la Convention de Pékin.

Le 11 septembre 1860, le gouvernement de la dynastie Qing et le Royaume-Uni apposèrent leur sceau au traité de Tientsin, bientôt complété par la convention de Pékin. En décembre de la même année, le diplomate britannique Frederick Bruce contraignit le gouverneur de la province du Zhili à borner la future concession en conformité avec les dispositions arrêtées dans la capitale impériale. L’aire concédée à la Couronne britannique fut ainsi inaugurée le 17 décembre 1860 et s’étendait initialement sur environ 28,26 hectares, se lovant sur la rive occidentale du fleuve Hai, en terre de l’ancien hameau de Zhizulin (紫竹林村). De ce fait, la population locale, par synecdoque, désignait tant ladite concession britannique que son homologue germanique attenante sous l’appellation commune de « concession Zhizhulin » (紫竹林租界).

### Histoire ancienne

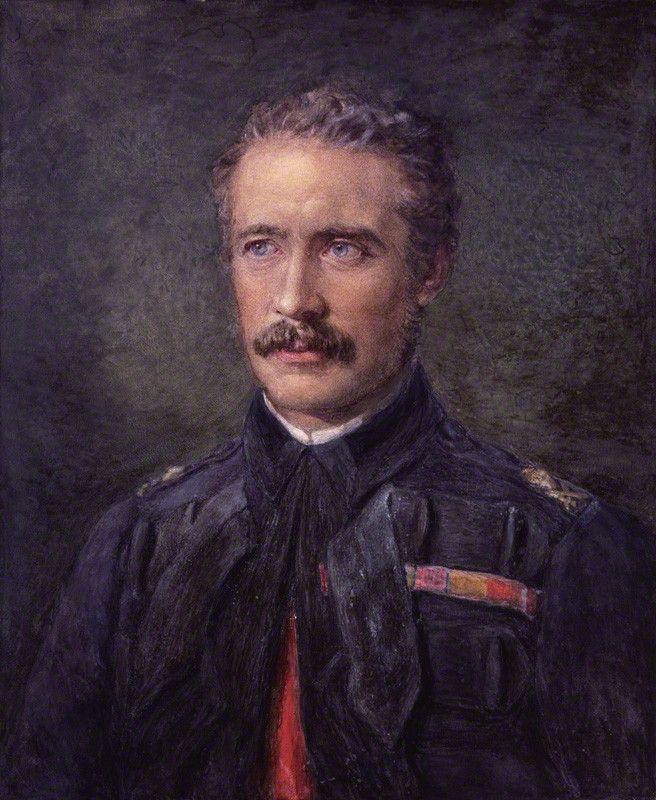
Charles George Gordon, urbaniste en chef de la concession britannique à Tientsin.

Afin de prévenir des débours tels que la réfection des terres, la plupart des négociants britanniques établis à Tientsin se gardaient d’acquérir des propriétés au sein de la concession, préférant plutôt en affermer à Tientsin même. Néanmoins, en raison de la prospérité grandissante du commerce sino-britannique, ladite concession connut un essor prompt et manifeste : le nombre de vaisseaux marchands britanniques fréquentant les docks nouvellement érigés s’accrut notablement, passant de cinquante et un en 1861 à 89 l’année suivante. Bientôt, plusieurs maisons de négoce étrangères y prirent pied, accompagnées d’édifices à vocation diplomatique, tels que les consulats du Royaume-Uni, de la Prusse, du Danemark, du Portugal et de la Belgique, entre autres. De surcroît, diverses commodités et établissements de récréation y furent institués, parmi lesquels des salles de billard, des terrains voués à l’exercice du jeu de ballon, des cercles mondains ainsi que maints divertissements prisés de la société européenne en ces contrées.
En 1870, un surcroît de trouble engendra une recrudescence marquée de l’afflux d’étrangers au sein de la concession : le massacre de Tientsin. À la suite de l’embrasement d’une église française, de l’édifice abritant le consulat de France, ainsi que le meurtre du consul Henri-Victor Fontainer, rudoyé et tué par la foule en furie, maints ressortissants d’outre-mer conçurent la crainte que le séjour en concession ne fût davantage sûr que la résidence en plein territoire chinois. De ce fait, grand nombre d’entre eux élurent domicile en cette enclave. Afin de favoriser l’essor du négoce et d’accroître la commodité des échanges, les autorités concessionnaires britanniques s’engagèrent à ériger de nouveaux appontements et à pourvoir la place d’infrastructures portuaires accrues.
En 1883, l’édilité municipale de Tientsin, usant des oblations afférentes au môle de la concession, entreprit la construction d’une artère reliant ce dernier au cœur de la cité, facilitant par là même le transit entre la ville et la zone sous juridiction étrangère. Cette entreprise eut pour corollaire le déclin manifeste de l’ancien centre portuaire de Tientsin, dès lors supplanté par la concession britannique, laquelle devint, de facto, le foyer névralgique du négoce et des finances locales. De l’orée des années 1870 jusqu’en 1894, la valeur du commerce extérieur de Tientsin connut une ascension fulgurante, quadruplant pour s’élever de dix millions à quarante-quatre millions et deux cent soixante-dix mille taëls, consacrant ainsi la ville au rang des places marchandes les plus lucratives de la Chine. Ce prodigieux essor conféra à la concession britannique de Tientsin une prospérité surpassant celle de ses homologues sous domination anglaise, et ce, à nul autre exemple en Orient. En cette conjoncture, la prépondérance de ladite concession éclipsa rapidement celles d’autres puissances, notamment la française. La déconfiture de la France lors du conflit franco-prussien, jointe aux prodigalités inhérentes aux campagnes menées tant en Annam qu’en Chine, entrava de manière quasi absolue ses projets commerciales en Extrême-Orient. Ainsi se vit déchoir la concession française, jadis seule à pouvoir tenir tête à la suprématie britannique, s’étiolant inexorablement dans l’ombre de sa rivale.

### Extensions

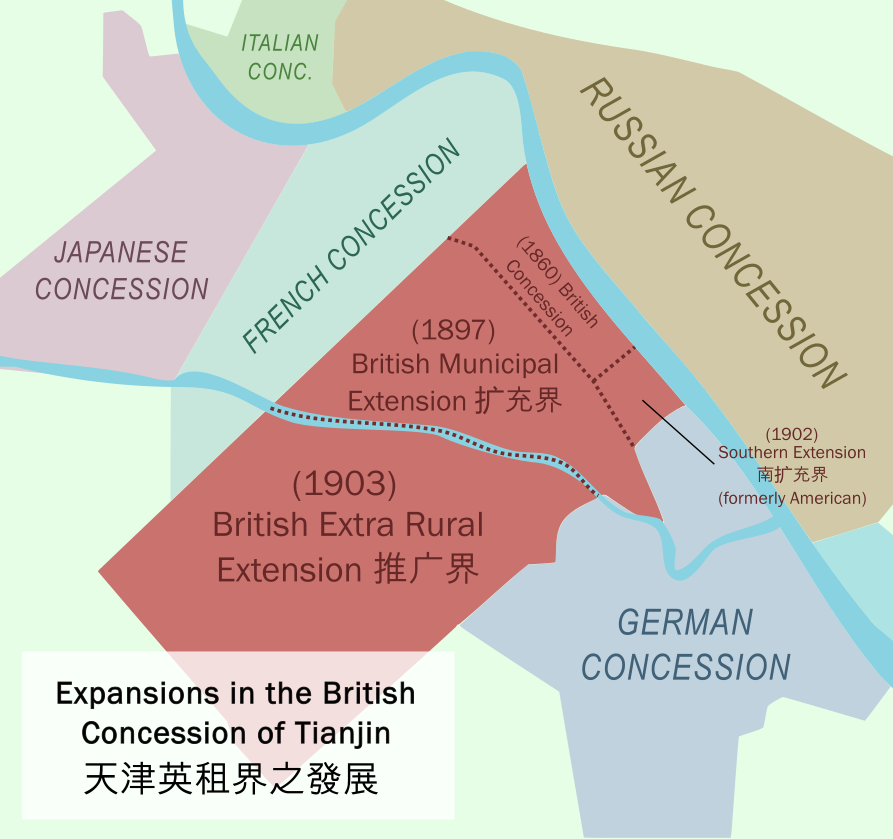
Changements dans la concession britannique de Tientsin.

Le 31 mars de 1897, à l’issue de pourparlers menés avec le gouvernement mandchou des Qing, les Britanniques obtinrent une extension de leur concession vers l’occident, jusqu’au cours d’eau Qiangzi. Ce nouvel agrandissement, couvrant mille six cent trente arpents, fut dès lors désigné sous l’appellation d’extension municipale britannique. Le 23 octobre 1902, la concession américaine de facto établie à Tientsin fut agrégée à ladite concession britannique, entraînant l’adjonction d’une extension méridionale de cent trente-et-un arpents. Ultérieurement, cette dernière se vit accrue derechef au-delà du fleuve Qiangzi, s’étendant sur trois mille neuf cent vingt-huit arpents de terres, intégrées sous l’appellation d’extension rurale extra-britannique.
En juin 1923, Li Yuanhong fit savoir que le gouvernement de la République de Chine serait déplacé à Tientsin, laquelle se trouvait en réalité sous la juridiction de la concession britannique. En ce lieu, il publia des mandements présidentiels, procéda à des investitures et établit une hostellerie destinée aux dignitaires. Ce transfert eut pour effet de faire de ladite concession la résidence effective du chef de l’État chinois.

### Conflit anglo-japonais et crise des concessions
Après la seconde guerre sino-japonaise, le Japon nourrissait un âpre ressentiment envers la Grande-Bretagne, laquelle réprouvait ses actions et dispensait un secours substantiel à la Chine. Parallèlement, les expansions belliqueuses du Japon au sein de sa concession suscitèrent moult dissensions entre Nippons et Britanniques ; l’existence même de la concession internationale constituait un écueil considérable à la poursuite par le Japon d’une « sphère de coprospérité de la Grande Asie orientale ». La concession britannique, en particulier, apparaissait vulnérable à une imminente incursion : elle recelait d’importantes réserves d’argent appartenant au gouvernement chinois et se trouvait de surcroît en proie à l’agitation antijaponaise fomentée par le Kuomintang naissant. En 1939, à la veille du second conflit mondial, l’armée japonaise, contrevenant aux conventions internationales, s’arrogea de force la concession britannique de Tientsin ainsi que la colonie internationale de Gulangyu, transgressant les accords en vigueur et exacerbant les tensions entre les puissances.

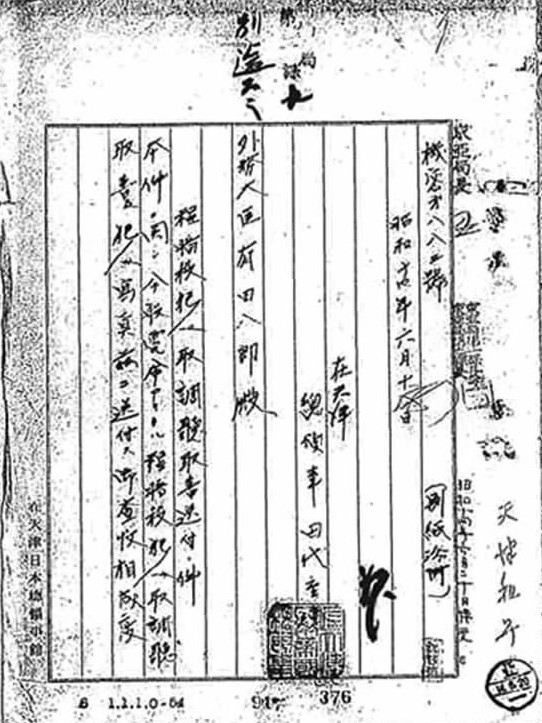
Lettre diplomatique sur l'incident de Cheng Xigeng.

Dès 1938, les dissensions entre le Royaume-Uni et le Japon s’accrurent avec véhémence. À la fin du mois de septembre, les autorités britanniques de la concession procédèrent, sur l’instigation des autorités militaires nippones, à l’arrestation de Su Qingwu, réputé chef d’une faction de guérilleros hostiles à la présence japonaise. Les représentants du Japon requirent derechef l’extradition du captif, alléguant son usage de la concession comme refuge pour ses entreprises séditieuses. Toutefois, les autorités britanniques objectèrent qu’aucune démonstration probante ne permettait d’attester qu’il eût fait de ladite concession un foyer d’activités antijaponaises. L'affaire sombra dès lors dans une impasse, suscitant moult controverses au sein du gouvernement britannique. L’ambassadeur et le consul britanniques en poste à Tientsin opinèrent que, dans l’hypothèse où Qingwu fût réellement coupable, il dut être remis aux autorités japonaises. Toutefois, l’ambassadeur britannique en Chine ainsi que la majorité des membres du Foreign Office et du département d’Extrême-Orient se déclarèrent en désaccord. Ils arguèrent que les actes commis par le Japon lors de l’incident de Tientsin s’inscrivaient dans le dessein plus vaste d’un « nouvel ordre » tendant à éradiquer toute influence britannique sur le territoire chinois. En définitive, le ministère britannique des Affaires étrangères embrassa cette dernière position et opposa un refus péremptoire à la reddition de Qingwu aux Japonais.
Un autre incident survint au cours des dissensions nippo-britanniques relatives à Qingwu. Le 9 avril 1939, le partisan de la cause japonaise, Cheng Xigeng, trouva la mort au Grand Cinéma de Shanghai, foudroyé par la balle d’un franc-tireur. Ce dernier exerçait alors les fonctions de surveillant des douanes à Tientsin et dirigeait la filiale locale de la China United Preparatory Bank. À la suite de son trépas, quatre individus soupçonnés d’avoir trempé dans son assassinat furent appréhendés au sein de la concession britannique. Les autorités japonaises, prenant fait et cause pour leur extradition, requirent leur remise immédiate à l’empire du Soleil-Levant. Les autorités britanniques se trouvèrent derechef confrontées à un dilemme quant à la question de leur livrer ou non les quatre captifs. L’intransigeance des Britanniques excéda les Japonais, qui, le 5 juin, leur intimèrent par voie d’ultimatum de céder aux injonctions sous peine d’un blocus rigoureux de la concession. Devant cette menace, la Couronne suggéra l’institution d’une commission tripartite réunissant représentants britanniques, japonais et américains afin d’examiner l’affaire. Toutefois, cette proposition fut sèchement rejetée par le Japon, qui s’y opposa sans appel. Le 14 juin, le blocus de la concession britannique fut officiellement décrété par les forces japonaises.
Les entreprises téméraires du Japon suscitèrent une véhémente réprobation parmi les ressortissants britanniques établis dans l’enceinte concédée. L’armée impériale japonaise, usant de coercition, contraignit les Britanniques à se départir de leurs vêtements afin de les soumettre à des vérifications scrupuleuses lors de leur passage aux accès de la concession, sans égard pour le sexe des personnes ainsi éprouvées. Cet affront public excita un profond émoi au sein de l’opinion britannique. À la Chambre des communes, le Premier ministre Neville Chamberlain laissa entendre que, si le blocus instauré par le Japon ne venait à être promptement levé, le Royaume-Uni pourrait se résoudre à d’âpres représailles d’ordre économique. Dès le quinzième jour du mois, les Chambres de commerce britanniques soumirent à l’office des Affaires étrangères diverses propositions de sanctions à l’endroit du Japon, parmi lesquelles figurait, en premier lieu, l’abrogation du traité anglo-nippon de 1911. Le dix-septième jour, les autorités britanniques firent savoir que, si nul allègement de la situation n’était constaté avant l’issue de la semaine, le Royaume-Uni mettrait à exécution trois mesures de rétorsion économique, dont la nature exacte serait prochainement arrêtée.
1. Supprimer le traitement de « nation la plus favorisée » accordé au Japon sur le plan économique ;
2. Abolir le traité anglo-japonais ;
3. Imposer de lourdes taxes sur les produits japonais importés.

Cependant, à mesure que la Seconde Guerre mondiale en Europe tournait à un désavantage croissant pour le Royaume-Uni, de fulgurants assauts allemands s’abattirent sur l’Île. Le 22 juin 1940, la France, vaincue, ploya sous le joug de l’Allemagne nazie. Dès lors, le Royaume-Uni se trouva réduit à une lutte esseulée sur l'Europe. Sous l’égide du nouveau Premier ministre Winston Churchill, le gouvernement britannique infléchit sa politique et s’engagea davantage dans la recherche d’un accommodement avec l’empire du Japon, s’empressant de résoudre la crise de Tientsin. In fine, malgré les récriminations de la Chine, la Grande-Bretagne entérina officiellement l’accord de Tientsin avec le Japon le 12 juin 1940, mettant un terme aux différends relatifs aux avoirs bancaires de ladite concession. En conséquence, quatre individus suspectés furent livrés aux autorités nippones, lesquels furent suppliciés. L’armée impériale japonaise leva dès lors le blocus qui, durant trois cent soixante-douze jours, avait frappé la concession britannique, mettant ainsi un terme à cette crise.

### Retrait
Le 8 décembre 1941, aux prémices de la guerre du Pacifique, les forces nippones envahirent derechef la concession britannique de Tientsin et y établirent leur emprise, cette fois sans qu’aucun compromis ne fût à conclure. Le 18 février 1942, le gouvernement impérial du Japon proclama la cession de ladite concession au régime de Wang Jingwei, entité vassale instaurée en Chine sous son égide, et une solennité de transmission s’ensuivit le 29 mars de la même année. À l’issue de la capitulation japonaise devant les puissances alliées en 1945, les autorités nationalistes chinoises firent déclaration de l’incorporation formelle de la concession à leur souveraineté.

## Politique

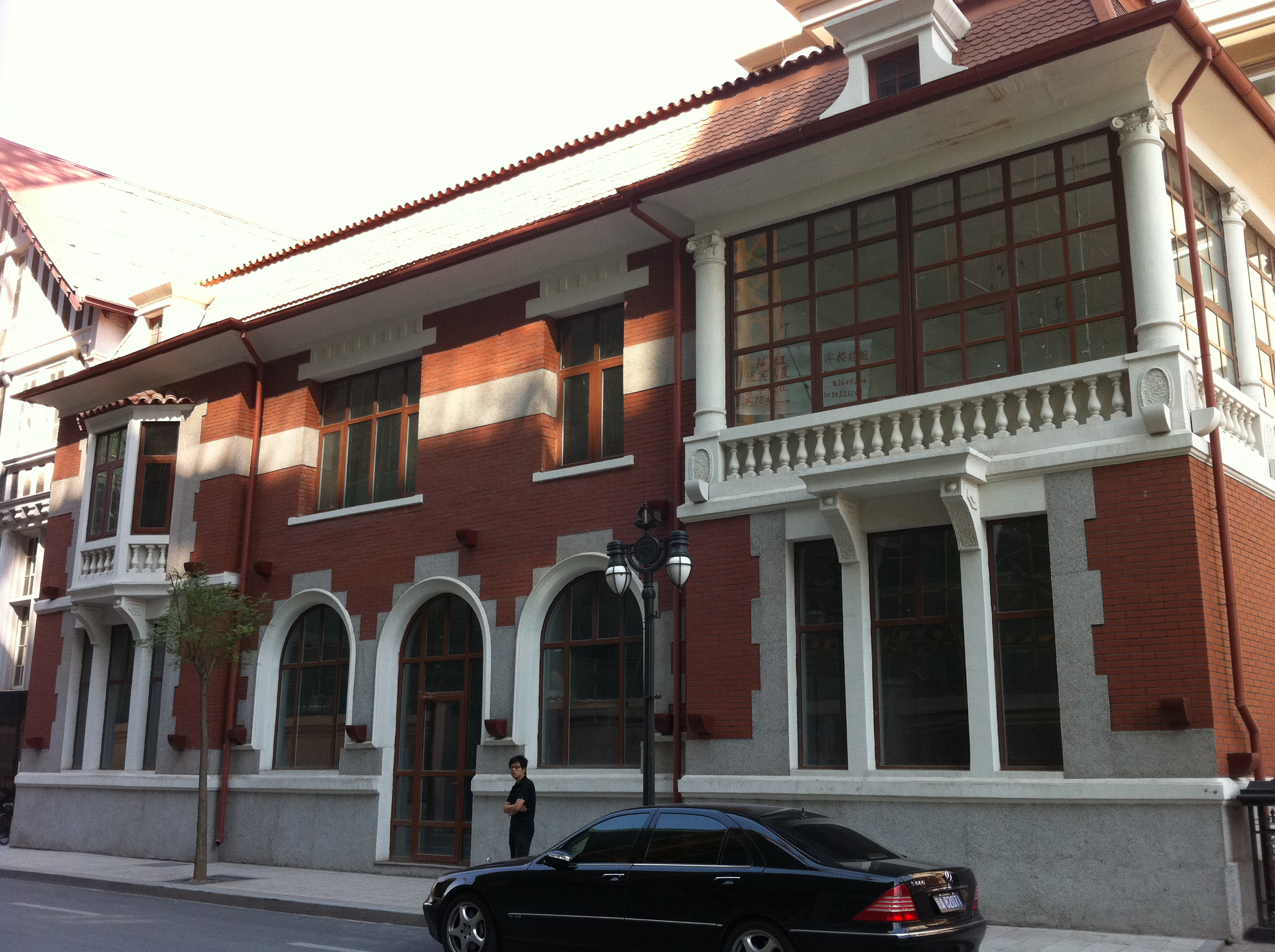
Ancien consulat britannique à Tientsin.

Le Royaume-Uni, prenant pour modèle son propre régime politique, façonna celui de la concession britannique établie à Tientsin, lui conférant un degré d’autonomie sans égal parmi les établissements de la diaspora. À la différence d’autres concessions, l’autorité consulaire n’y exerçait qu’un pouvoir restreint : le consul britannique en poste n’assumait point la charge de directeur général du conseil d’administration du Conseil municipal britannique de Tientsin et, dans l’ordinaire des affaires, ne s’immisçait point dans la gestion journalière de ladite institution. Quant aux résolutions émanant de l’assemblée des imposés et tendant à réformer l’état de la concession, le consulat n’était habilité qu’à y opposer son veto dans les jours suivant leur adoption ; passé ce terme, il ne lui était plus loisible d’en abroger les effets. Par ailleurs, le corps de police de la concession, loin d’être assujetti au consulat, relevait directement du Conseil municipal britannique de Tientsin, ce qui constituait une singularité parmi les concessions étrangères. Ce régime d’administration singulier valut ainsi à la concession britannique la qualification de concession « autonome », en raison du peu d’ingérence consulaire dans ses affaires et de la prééminence du Conseil municipal dans la conduite des matières administratives et sécuritaires.

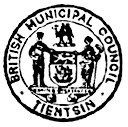
Emblème du Conseil municipal britannique de Tientsin.

### Conseil municipal britannique de Tientsin

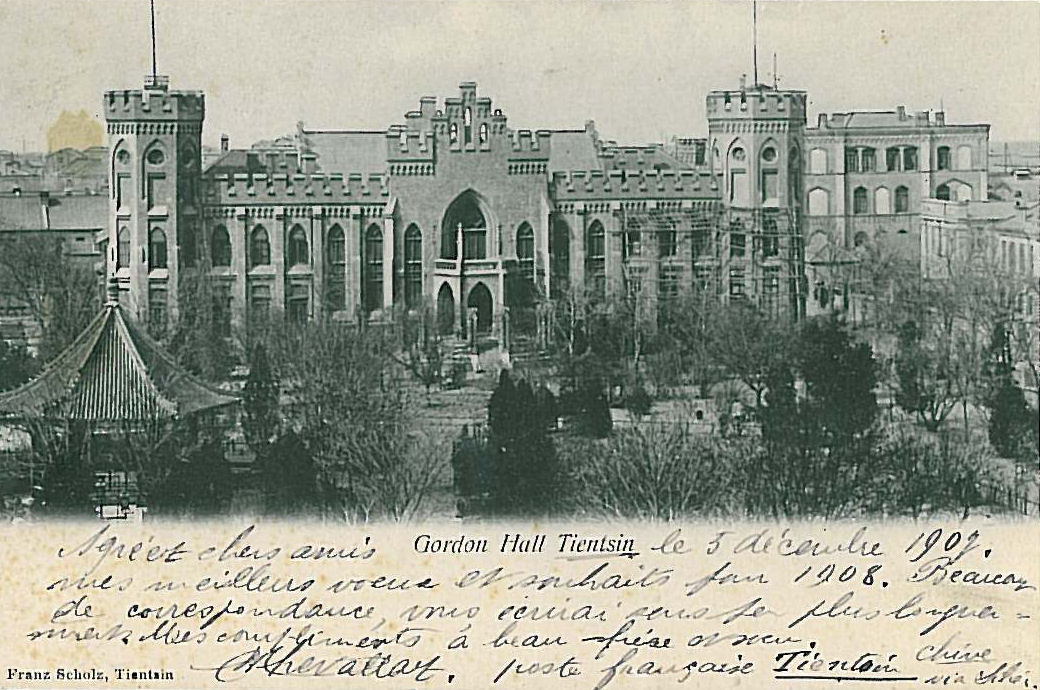
Carte postale de Gordon Hall, Tienstin, vers 1907.

Fondé en 1862, le Conseil municipal britannique de Tientsin, au sein de la concession britannique, constituait la plus haute instance administrative dudit territoire. Ledit Conseil siégeait au Gordon Hall, édifié en 1890, lequel devint son auguste hôtel. Il se trouvait, de manière indirecte, sous la tutelle de l'ambassadeur britannique et du ministère des Affaires étrangères. L'Office était pourvu de divers corps de garde, de succursales, ainsi que de comités municipaux, lesquels avaient pour office de régir les multiples aspects de la vie au sein des limites de la concession britannique. Il importait qu'il fût veillé à la stricte application des règlements et ordonnances édictés.

### Conseil d'administration britannique de Tientsin
Sous l'égide de la concession britannique de Tientsin, les directoires constituaient les instances suprêmes de direction et d'arbitrage. Ces administrateurs, désignés par les contribuables de la concession au suffrage universel, se voyaient confier un mandat d'une année. Il était d'usage que, parvenus au terme de leur députation, les administrateurs fussent reconduits dans leurs fonctions, pour peu qu'il leur plût de se représenter.
Jusqu’en l’an 1899, le directoire de ladite concession se trouvait constitué de cinq régisseurs, tous d’ascendance britannique. Par la suite, l’effectif des administrateurs s’éleva à neuf. Lorsque survint, en l’an 1902, la fusion de la concession américaine avec son pendant britannique, les parties contractantes, tant britanniques qu’américaines, arrêtèrent pour stipulation que point ne se pourrait ledit conseil d’administration se trouver dépourvu de cinq membres issus du Royaume-Uni, ainsi que d’un représentant de l’Union américaine.
Ultérieurement, les Articles de 1918 édictés par le Conseil municipal britannique de Tientsin prescrivirent que le collège des régisseurs de ladite concession dût se composer d’un nombre de membres excédant cinq, parmi lesquels cinq au moins devaient être sujets britanniques.
En 1926, le conseil d’administration de la concession britannique de Tientsin comptait deux directeurs chinois.
En 1927, le nombre de Chinois et de directeurs chinois au sein du conseil d'administration de la concession britannique de Tientsin est passé à trois.
Après 1930, un vice-président chinois fut ajouté.
Le Conseil d’administration de la Concession britannique de Tientsin se voyait investi de l’intendance de toutes les matières afférentes à ladite concession, ce qui embrassait notamment l’édiction des règlements y ayant cours, la nomination comme la destitution des officiers et commis, l’acquisition et l’aliénation des biens d’apanage public, le levé des deniers, l’exaction des tributs, ainsi que l’ordonnancement et l’exploitation des édifices d’utilité commune et des services qui en dépendaient.

### Ancienne caserne britannique
L’ancienne caserne britannique de Tientsin, édifiée en 1900, s’étendait à son avènement sur une aire de cent vingt-quatre arpents, tandis que sa surface bâtie s’élevait à 23 500 m2. La garnison initiale comptait alors mille quatre cents hommes. En 1902, lorsque l’Alliance des huit nations mit un terme à son occupation de la ville, la caserne abritait encore huit cent six soldats. Durant la décennie 1930, l’effectif stationné en ces lieux excéda les trois mille hommes. En l’an 1937, l’armée impériale japonaise s’en empara et en assura la possession. À l’issue du second conflit mondial, après la capitulation du Japon en 1945, l’armée des États-Unis y établit ses quartiers. En l’an 1947, l’ancien site de ladite caserne fut dévolu à l’institution d’un établissement d’enseignement secondaire sous l’égide de la municipalité de Tientsin.

## Économie
Les infrastructures établies sous l’égide de la concession apportèrent remède aux principales vicissitudes de la production et de l’urbanité, notamment par l’instauration d’un réseau centralisé d’adduction d’eau et d’électricité, la viabilité des voies et des ponts, l’essor des moyens de transports publics, ainsi que l’édification d’édifices tant marchands que résidentiels. Ces aménagements procurèrent en outre un cadre propice à l’implantation des capitaux tant indigènes qu’allogènes. Dès lors, l’économie de la concession britannique connut un essor notable, au point que le foyer névralgique de Tientsin s’y déplaça progressivement. En 1937, sur les 483 maisons de négoce étrangères établies dans la cité, 404 se trouvaient agglomérées au sein de ladite concession.
La concession britannique de Tientsin prospéra pour maintes raisons. D’une part, le Royaume-Uni, alors la plus éminente des puissances nationales impliquées dans l’économie de ladite concession, y déployait d’importants capitaux. Ses échanges avec la Chine constituaient la part prépondérante du commerce sino-étranger, si bien que les négociants britanniques, déjà pourvus d’une solide aisance pécuniaire, jouissaient de ressources suffisantes pour y engager leurs investissements. En outre, à l’instar de maintes possessions d’outre-mer placées sous juridiction britannique, la concession britannique de Tientsin fut la première des neuf enclaves étrangères qui devaient ultérieurement se partager le territoire de la ville. Dès lors, les déterminations économiques afférentes à Tientsin furent notablement infléchies par les intérêts des concessions, dont celles placées sous l’égide britannique exercèrent une influence prépondérante.

### Industrie
Au primitif de son établissement, la concession britannique de Tientsin fit ériger des manufactures intégralement possédées par des étrangers, lesquelles ne revêtaient point le caractère d’entreprises industrielles autonomes. Certaines n’étaient que de simples ateliers de conditionnement de machines, tandis que d’autres se consacraient à la distribution des eaux et des lueurs, fournissant indistinctement tant la concession que la cité de Tientsin. À mesure que s’épanouissait ladite concession, le spectre des activités se diversifia. En la fabrique des victuailles, nombre d’établissements s’établirent, parmi lesquels Tientsin Wanguo Soda Co., Ltd., la manufacture de glace de la pharmacie Watsons, l’atelier de gel Xinle, la société septentrionale des eaux potables, la compagnie Miqos, ainsi que diverses laiteries d’origine américaine. L’industrie des tabacs, quant à elle, fut quasi-exclusivement en la possession de la British-American Tobacco Company, laquelle s’assura un ascendant incontesté sur l’ensemble du septentrion de la Chine. Concernant l’artisanat textile et les industries mécaniques, l’on vit naître pas moins de neuf maisons, dont la Siemens Electric Company, la fabrique de machines Dongfang, ainsi que la compagnie Jieling, spécialisée en moteurs.
Les industries chinoises établies au sein des concessions virent le jour à l’orée des années 1870, sous l’impulsion de hauts mandarins acquis aux préceptes du mouvement d’auto-renforcement. Portées par une volonté de modernisation, ces manufactures se consacrèrent à des ouvrages aussi variés que la mouture des farines, la réparation des mécaniques, le tissage, la fabrique de tapisseries, ainsi que la filature des laines et autres étoffes. Parmi les établissements les plus notables, il convient de mentionner la Manufacture sidérurgique Wanshun (万顺铁工厂), la Fabrique de velours Beiyang (北洋织绒厂), la Filature lainière Renli (仁立毛纺厂), ou encore la Compagnie textile lainière Dongya (东亚毛呢纺织股份有限公司).

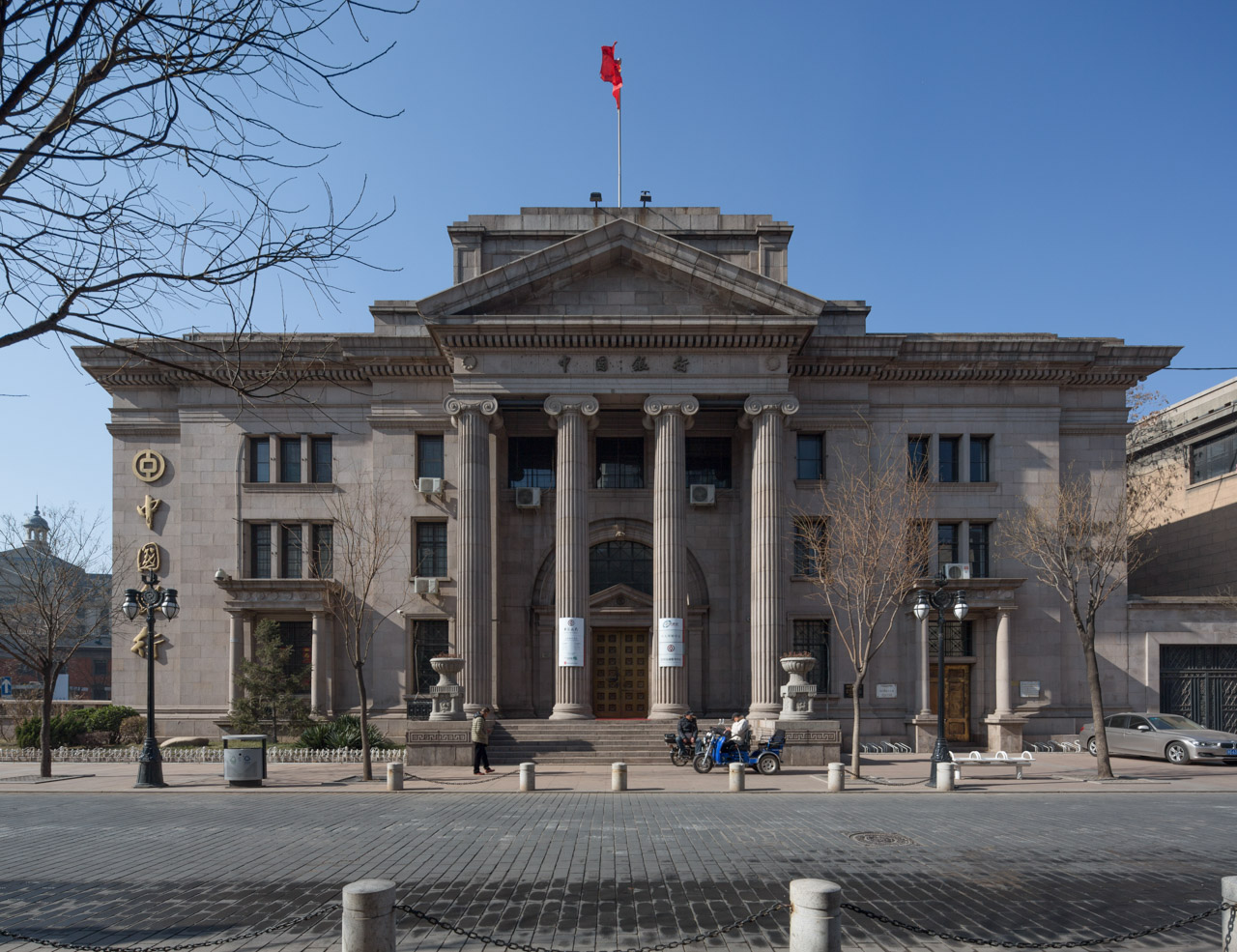
La banque HSBC à Tientsin, construite en 1925.

### Finance
La concession britannique s’illustra par l’une des structures bancaires les plus concentrées de son siècle, où se mêlaient établissements financiers étrangers et maisons de crédit chinoises. La première institution à y établir ses assises fut la banque HSBC, qui y ouvrit comptoir en l’an 1882. Dès lors, maintes autres sociétés y prirent pied, parmi lesquelles se comptaient la Standard Chartered, la Russo-Chinese Bank, la Deutsch-Asiatische Bank, la Citibank, la Yokohama Specie Bank, ainsi que la Générale de Banque de Belgique, sans omettre d’autres maisons de finance qui, à l’instar de celles susdites, cherchèrent à s’assurer une part du négoce et du crédit dans cette enclave placée sous juridiction britannique.

### Entreprise

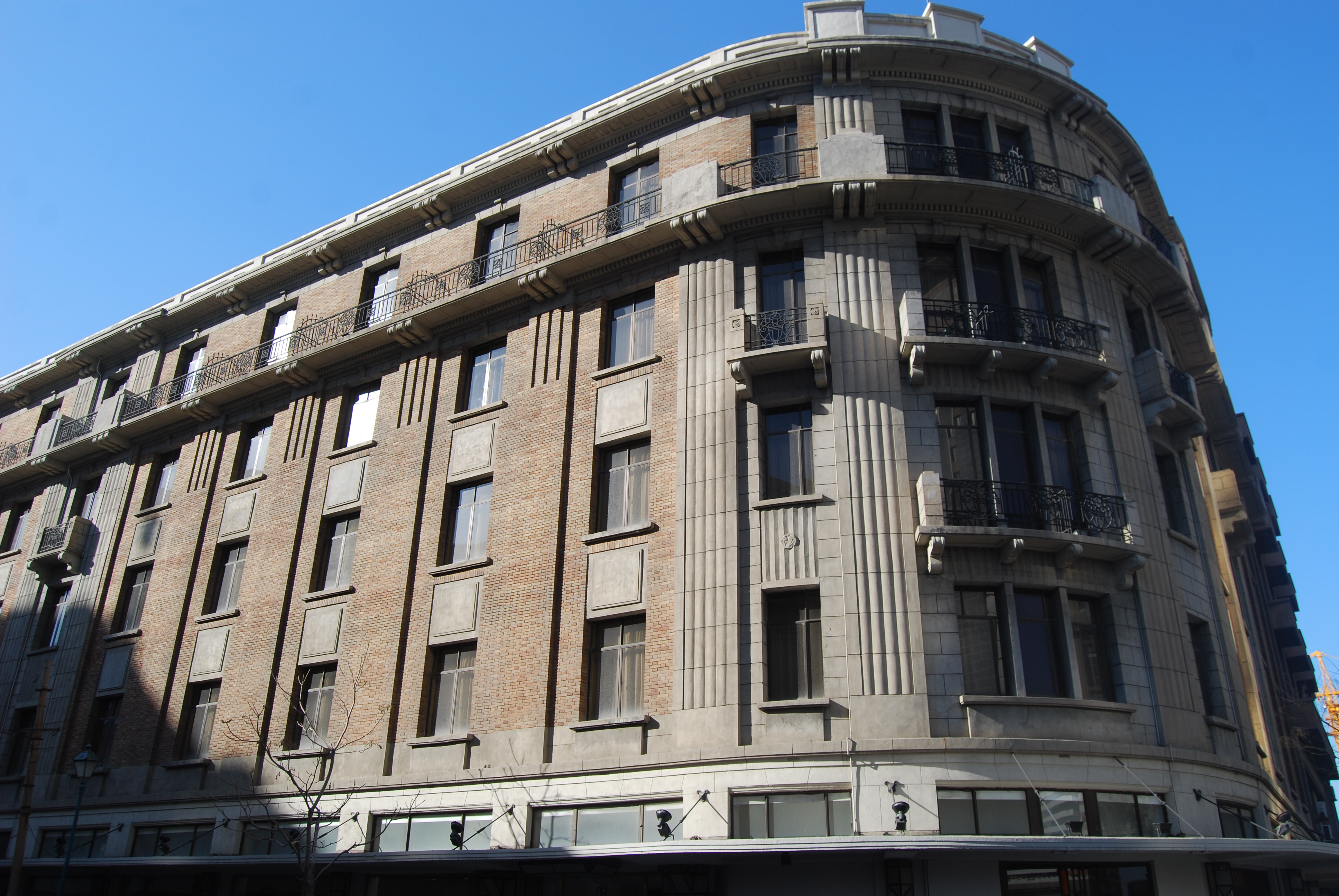
L'hôtel Taylor, construit en 1933. Il s'agit désormais de l'hôtel numéro 1 à Tientsin.

Les premières banques étrangères établies à Tientsin furent majoritairement sous l’égide de négociants britanniques et implantées au sein de la concession britannique. À mesure que le négoce d’importation et d’exportation s’épanouissait et que le cadre mercantile de ladite concession s’affermissait, le nombre de maisons de commerce étrangères s’accrut chaque année. En 1936, l’Empire britannique recensait soixante-huit établissements bancaires étrangers de nature diverse à Tientsin. Les négociants britanniques de la concession se livraient à un spectre fort étendu d’activités, embrassant aussi bien le commerce de l’opium que celui de maints engins mécaniques et de munitions. Dès lors, ces marchands tinrent longtemps une place prééminente dans le trafic des marchandises en provenance ou à destination du port. Parmi eux, les maisons Jardine et Taikoo, tenues par des négociants britanniques, s’adjugèrent un quasi-monopole du fret maritime à Tientsin, établissant sur le barrage de la concession des docks et des magasins de dépôt spécifiquement voués à leurs transactions. Parmi les plus éminentes sociétés étrangères opérant alors au sein de la concession britannique de Tientsin, l’on comptait Gaolin International, Jardine International Holdings – succursale de Tientsin, Taikoo International Holdings – succursale de Tientsin, Xintaixing International Holdings, Renji International Holdings – succursale de Tientsin, ainsi qu’Amway International Holdings.
Il existait jadis, au sein de la concession britannique, deux vastes zones vouées au négoce et aux échanges marchands : Xiaobailou, naguère dépendante de la concession américaine, sise à l’orient, et le jardin Huangjia, sis en son mitan. L’aire commerciale de Xiaobailou s’illustrait par la profusion d’établissements voués au loisir et à l’agrément : l’on y trouvait des cabarets, des salles de bal, des estaminets aux apprêts occidentaux, des échoppes de vêtements, des officines de parure et maints autres commerces destinés à une clientèle en quête de divertissement. L’hôtellerie et la restauration connaissaient pareillement un essor notable en cette concession, concentrant en leur sein quelques établissements renommés, au nombre desquels figuraient l’Astor Hotel, le Palace Hotel, le Taylor, ainsi que l’English Country Club.

### Immobilier
L’investissement le plus prégnant au sein de la concession se révéla être le domaine immobilier, principalement incarné par l’édification d’hôtels particuliers et d’immeubles de rapport d’un faste certain. Des années 1920 au seuil des années 1930, à mesure que les infrastructures des concessions s’affermissaient, et dans le même temps, en quête d’un asile face aux soubresauts politiques et aux affres de la guerre, maints négociants, manufacturiers, gens d’affaires et figures de la sphère politique chinoise se hâtèrent d’acquérir des parcelles et d’y faire bâtir leurs demeures ou d’y posséder quelque bien-fonds. Cette affluence soudaine concourut à une inflation substantielle du prix des terres concédées, qui s’éleva de trois cents taëls le mou en 1913 à trois mille taëls en 1923. Par cette mutation, le secteur septentrional de la concession se mua en un faubourg de grand apparat.

## Vie dans la concession

### Éducation
Sous l’égide des missionnaires et des lettrés chinois établis dans les concessions, l’instruction moderne fleurit en ces enclaves étrangères. Parmi celles-ci, la concession britannique, la plus opulente de Tientsin, se signala par ses avancées en matière d’éducation, constituant ainsi un microcosme de la modernisation scolaire de la cité. En 1911, Wang Yun érigea, au sein de ladite concession, l’école privée de jeunes filles Jingcun (竞存女子学校), première institution élémentaire destinée aux demoiselles de Tientsin. Puis, en 1927, sous les auspices de Zhuang Lefeng, alors régent de l’Association britannique des impôts chinois de Tientsin, fut décrété que dix-huit pour cent des subsides fiscaux perçus sur la population chinoise seraient alloués à l’édification du lycée Tientsin Yaohua (天津市耀华中学) au cœur de la concession. À sa tête fut mandé Wang Longguang, jadis surveillant de l’Université de Beiyang, à qui fut impartie la charge de présider aux destinées de l’établissement.
L'année subséquente, en raison de l'essor incessant du nombre de disciples, Zhuang Lefeng adressa au Conseil municipal britannique de Tientsin une supplique tendant à l’extension du fonds assigné à l’établissement. Après investigations et délibérations, il désigna pour ce faire une dépression de cinquante-trois arpents sise en bordure du rempart. Afin d’édifier un bâtiment conciliant harmonieusement les styles sinique et occidental, il requit les services d’un architecte britannique, lequel fut chargé de la conception et de la conduite des travaux. L’institution, pourvue de commodités idoines, fut lors transférée sur cet emplacement et y prit assiette définitive. De surcroît, l’on comptait en cette concession britannique divers lycées anglophones, à l’instar du lycée n°20 de Tientsin (天津市第二十中学).

### Médias

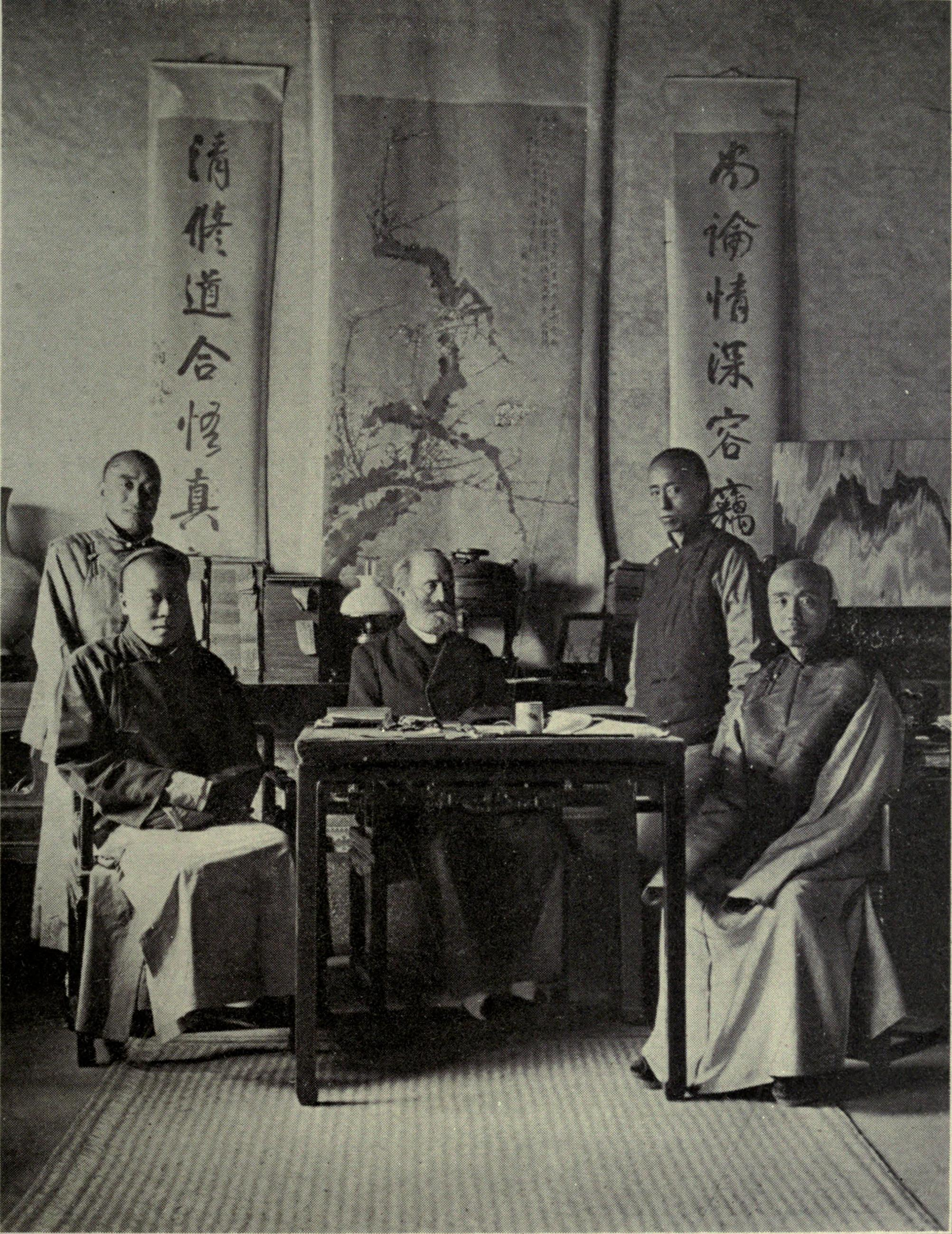
William Alexander Parsons Martin, écrivain pour le China Times (Tientsin), membre du corps professoral de l'Université impériale chinoise.

Tandis que les missionnaires et les Chinois s’attachoient à répandre l’instruction au sein des concessions, des feuilles périodiques et des gazettes fondées par des étrangers virent également le jour, la plupart d’icelles prenant siège dans les concessions britanniques et françaises. Le 6 novembre de l’an 1886, Gustav Detring, ressortissant britanno-allemand, institua dans la concession britannique de Tientsin la première gazette de cette cité, connue sous l’appellation de China Times. Cet hebdomadaire, rédigé en langue anglaise, se nourrissoit principalement des contributions de missionnaires versés dans la culture chinoise. Ce qui le singularisoit par-dessus tout estoit son inclination à la traduction et à la divulgation des nouvelles chinoises, de celles publiées dans les feuillets de Shangyu, et de toute autre gazette indigène. Tant et si bien que l’on venoit à le désigner comme « la plus accomplie des feuilles de l’Extrême-Orient ». Puis, en mars de l’an 1894, l’architecte britannique William Bellingham, usant du concours du Conseil municipal britannique de Tientsin, fonda le Peking and Tientsin Times. Toutefois, cette publication ne subsista qu’avec intermittence, se trouvant mise en suspens jusqu’au déclenchement de la guerre du Pacifique en l’an 1941.
Dans les années 1930, plus de quarante espèces de gazettes furent établies à Tientsin par des étrangers, dont la plupart se trouvaient sous l’égide des concessions britannique et française et émanaient de sociétés missionnaires. Ces feuilles, tout en répandant la nouvelle et tenant le public informé des affaires du siècle, prirent également part à l’instruction du commun. De la fin du XIXe siècle au commencement du XXe, tandis que toutes les conditions de la société prenaient peu à peu conscience de la nécessité des Lumières, l’on vit éclore nombre de cabinets de lecture où les citadins pouvaient gratuitement feuilleter gazettes, brochures et ouvrages divers. Aux premiers temps de la décennie 1930, Tientsin comptait près de trente maisons de nouvelles, tant chinoises qu’étrangères, lesquelles répandaient plus de trente sortes de journaux, pour un tirage excédant deux cent quatre-vingt-dix mille exemplaires, dont cent quatre-vingt-sept mille trouvaient preneur dans la seule ville. Par ailleurs, moult feuilles volantes et petits imprimés firent leur apparition.

### Sport

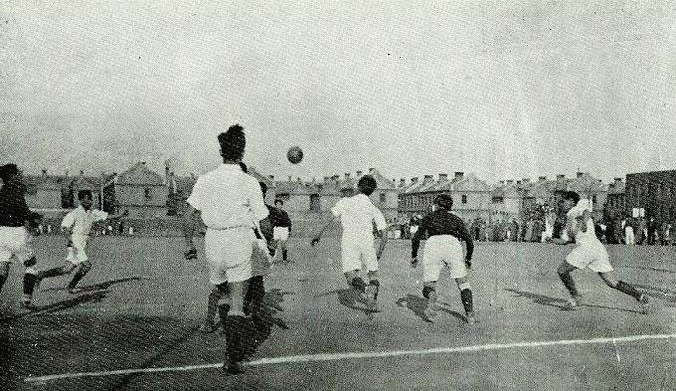
Un match de football dans la concession britannique, 1938.

À la suite de l’établissement de la concession de Tientsin et de l’afflux incessant d’expatriés britanniques, maintes disciplines gymniques et athlétiques d’essor récent s’y trouvèrent amplement cultivées. De nombreuses sociétés de sport y virent le jour, instituées en vue de la pratique ordonnée et assidue des exercices corporels alors en vogue. Il s’y érigea le premier cirque public voué aux jeux physiques et aux compétitions d’athlètes. À l’aurore du XXe siècle, ladite concession s’imposa dès lors comme l’épicentre des sports novateurs en cette cité, où s’épanouirent maintes pratiques alors réputées en terres occidentales.
En 1862, fut institué à Tientsin le Tientsin Jockey Club, lequel entreprit derechef l’orchestration de joutes hippiques en ces lieux. Ce cénacle devint ipso facto la première société sportive sise en la concession britannique de ladite ville. Quant aux aménagements dévolus aux exercices physiques, il échet de signaler l’édification, en janvier de l’an 1895, d’un stade public, dès lors vulgairement dénommé « British Stadium », dont la mise sur pied advint par le truchement d’une levée de fonds. En 1926, fut parachevé le stade Minyuan, lequel se fit le théâtre de maintes manifestations d’envergure, où s’assemblèrent spectateurs et compétiteurs en quête d’élévation athlétique.

## Constructions municipales

### Routes
En 1870, il fut procédé à l’édification de la première voie carrossable dans l’enceinte de la concession, s’étirant de l’ancien édifice des douanes jusqu’à la rue du Milieu, aujourd’hui dénommée route septentrionale de Jiefang, et s’étendant depuis l’hôtel Lishunde. Cette artère constitua la toute première chaussée aménagée au sein des concessions de Tientsin. En 1887, à l’avant de la demeure du président de la concession britannique, Gustav von Detring, le conseil municipal britannique de Tientsin fit répandre du gravier afin de paver une voie, conférant ainsi à la cité sa première chaussée graveleuse. À partir de cette époque, virent le jour plusieurs routes, à l’instar de Race Course Road et de Hai Avenue, connue de nos jours sous l’appellation de Dagu Road. Toutefois, ces voies demeuraient, pour l’essentiel, de simples chemins de terre ou de gravier, leur facture ne s’élevant point encore à la perfection des voies pavées ou dallées des cités européennes.
La concession britannique de Tientsin fut, en son origine, d’exiguë étendue, ne se voyant alors que parcourue par trois voies d’orientation septentrionale et méridionale : la voie Victoria en son centre, la voie Heba à l’orient, et la voie Haida à l’occident. Quant aux passages d’orientation transversale, bien que s’y trouvassent six ou sept ruelles, toutes se signalaient par leur extrême brièveté. Parmi ces dernières, l’on relevait la rue Jardine et la rue Baoshun, ainsi dénommées en raison de leur attache à des maisons de négoce étrangères. À la faveur de l’agrandissement survenu aux derniers temps du XIXᵉ siècle, le territoire concédé vit l’édification successive de plus de soixante-dix voies nouvelles. Nombre de ces artères se virent alors gratifiées d’appellations puisées dans le toponyme de cités tant continentales que placées sous la sujétion britannique, ainsi que l’attestent les voies dénommées Singapore Road, Cambridge Road, Edinburgh Road, London Road ou encore Dublin Road.

### Jardins publics

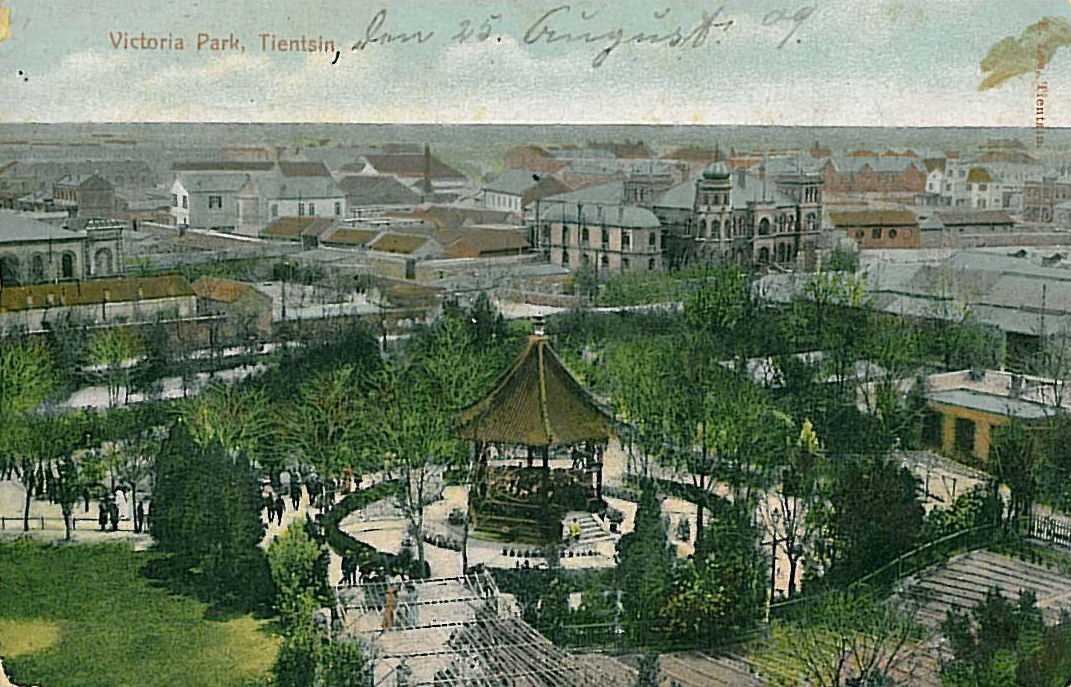
Parc Victoria à Tientsin, 1909.

Dans le cadre du projet de curage de la rivière Haihe, le Bureau d’ingénierie du Conseil municipal britannique de Tientsin procéda à l’appropriation d’une fraction des terrains ainsi asséchés, afin d’y établir des jardins publics, dont le parc Victoria, premier jardin d’agrément paysager aménagé au sein de la concession britannique de Tientsin. Le 21 juin de l’an 1887, coïncidant avec le jubilé d’or de l’accession au trône de la reine Victoria, l’inauguration officielle du lieu fut célébrée, et l’endroit, dénommé « Victoria Park », s’étendit sur une étendue de 18,5 acres. L’ensemble de son ordonnance adoptait la régularité propre aux jardins occidentaux classiques. L’agencement des massifs végétaux, la distribution des édifices et le gouvernement du parc témoignaient d’une modernité avancée pour le temps, exerçant sur les générations subséquentes d’horticulteurs et d’architectes paysagistes de Tientsin une influence profonde et durable. Outre cet espace de plaisance, la concession britannique comprenait également le Jardin de la Reine (皇后花园), le Parc Jiubli (久布利公园) ainsi que le Jardin d’Or Yilu (义路金花园).

### Approvisionnement en eau
Sous la manne de l'ère victorienne, à l'endroit où se croisent les artères de Baoding et de Jianshe Road, s'érigea en l'an de grâce 1898 la primordiale usine d'épuration des eaux de la concession britannique, œuvre insigne de la firme Gibb, Livingston & Co. Cette installation se classait comme la troisième du genre à embellir le sol chinois. À mesure que la concession s'épanouissait, le Conseil municipal britannique de Tientsin acquit cette usine en janvier 1923 et la rebaptisa avec solennité « Conseil municipal britannique de Tientsin, Division des voies navigables ». Devant la grave pollution qui affligeait alors la rivière Haihe, le Conseil municipal britannique de Tientsin, lors de l'agrandissement de l'usine en 1925, entreprit avec diligence de produire de l'eau à partir de puits, ce qui eut pour effet d'améliorer la salubrité du précieux liquide. En février 1941, le cortège des usines d'épuration comprenait l'usine de Bacchus Road, l'usine de Dakra Road, l'usine de Queen's Garden et l'usine d'entrée d'eau de Heba. La capacité totale de ces quatre établissements atteignait le volume respectable de 1 363 mètres cubes d’eau fluviale et de 11 818 mètres cubes d’eau de puits. Durant cette période de gérance, un réseau de canalisations d’adduction d'eau s'étendit sur une longueur totale de 5,57 kilomètres. La superficie totale de la concession britannique s'établissant à 3,7 kilomètres carrés, la densité du réseau d'adduction d'eau atteignait ainsi 14,58 kilomètres par kilomètre carré, ce qui conférait à la concession un taux de pénétration avoisinant les 100 %.

### Alimentation électrique
La concession britannique fut en état de pourvoir à la distribution d'électricité dès l’an 1906. Les autorités concessionnaires confièrent à la maison Gibb, Livingston & Co. la levée de fonds d’un montant de 250 000 yuans en vue de l’édification d’une centrale électrique de modeste envergure sise dans la contrée du jardin Huangjia. En l’an 1923, deux générateurs à turbine à vapeur, chacun d’une puissance de 1 000 kilowatts, y furent adjoints, et l’alimentation en électricité fut dès lors convertie au courant alternatif. Lorsqu’advint la mise en fonction de ladite centrale, la charge totale afférente aux usagers effectivement raccordés s’éleva à quelque 1 000 kilowatts. À l’orée de l’an 1936, la capacité de production énergétique de l’établissement avait été portée à 7 000 kilowatts.

## Société

### Population
Avant l'établissement de la concession, le lieu était fort clairsemé en habitants, n’abritant que quelques chinois épars, dont nul ne comptait davantage que vingt habitants. L’essor démographique y fut d’abord languissant. En l’an 1867, l’on y recensait cent douze étrangers ; en 1906, leur nombre s’était accru jusqu’à mille neuf cent soixante-dix. À l’orée de l’an 1938, la population allochtone s’élevait à quatre mille sept cent vingt-huit individus, tandis que le chiffre des habitants, toutes appartenances confondues, était estimé à 76 815 habitants. Néanmoins, au premier tumulte de la guerre du Pacifique, il ne se trouvait plus, au sein de la concession, aucun sujet britannique ou américain, ceux-ci redoutant d’être envoyés en captivité dans le camp d’internement de Weixian.
Au nombre des figures de quelque notoriété ayant jadis élu domicile en cette concession se comptaient, entre autres, Eric Liddell, Herbert Hoover, Wellington Koo, Sun Chuanfang, Cao Kun, Yan Huiqing, ainsi que maints autres personnages d'importance.

### Religion
Il existait maints édifices dévolus au culte, voués à recevoir des ressortissants allogènes, au nombre desquels l’on comptait, sans que cette énumération fût exhaustive, l’église de Tous-les-Saints, l’église de l’Union et la synagogue de Tientsin. En 1937, l’Église méthodiste entreprit l’édification de l’église Holy Way, dont l’achèvement, toutefois, ne survint qu’après la rétrocession de la concession à l’administration chinoise, consécutivement au conflit mondial.
Depuis l'octroi de la susdite concession territoriale, l'Église d'Angleterre, animée par le dessein de propager son obédience, opta pour l'érection de l'Église anglaise de Tientsin. Cette dernière fut placée sous l'égide directe de la Société missionnaire d'outre-mer du Royaume-Uni, ainsi que sous la férule de l'évêque du diocèse de Chine du Nord, relevant de l'Église anglicane. Antérieurement à la tourmente suscitée par le mouvement des Boxers, des missionnaires anglicans furent dépêchés à Tientsin, avec pour mandat d'échafauder les fondations de cette église. Leurs efforts bénéficièrent de l'assentiment et du concours du Conseil municipal britannique de Tientsin, facilitant ainsi l'implantation de cette nouvelle entité religieuse. Il importe que l'on se souvienne que cette entreprise s'inscrivait dans un contexte d'expansion coloniale et d'influence étrangère en Chine.

### Loi et ordre
Grâce à la diligence des dignitaires de la concession, celle-ci s'attacha à préserver une harmonie sociale en proscrivant l'établissement des fumeries d'opium, des casinos et des lupanars en son sein. Parmi les dispositions les plus notables arrêtées lors de son essor, l'on compte l'interdiction des maisons de débauche, des officines de jeu et de toutes autres entreprises réputées « inconciliables avec la rectitude morale ». En comparaison de la concession japonaise, où de tels établissements faisaient défaut, l’emprise des sociétés clandestines s’en trouvait amoindrie, la délinquance se révélait moindre et la quiétude publique s’en trouvait accrue.

### Santé
À la suite de l’institution de la concession, moult hospices furent successivement édifiés afin d’assurer le soin des étrangers s’y trouvant. Certains d’entre eux virent le jour sous l’égide de missionnaires, soucieux d’apporter assistance aux âmes souffrantes. À mesure que la colonie prenait de l’ampleur avec une célérité non négligeable, des médecins chinois, nullement en reste, fondèrent également des établissements hospitaliers et dispensaires au sein de ladite concession. L’érection de ces maisons de santé modernes concourut, pour partie, à l’édification des assises de l’infrastructure médicale contemporaine de Tientsin.
La concession britannique imposait des normes rigoureuses en matière de salubrité publique et d’évacuation des immondices, proscrivant avec la plus grande sévérité tout épandage de détritus ou de terres fangeuses sur la voie publique. Il incombait à chaque maisonnée de la concession de conserver ses propres rebuts au sein de son logis. Conformément aux stipulations édictées par le Conseil municipal britannique de Tientsin, il était requis que chaque demeure fût pourvue d’une fosse d’aisance et de canalisations d’écoulement éprouvées et en bon état de fonctionnement. Par la suite, l’administration de la concession résolut d’abandonner l’usage des tombereaux destinés à la vidange des matières stercoraires, enjoignant aux détenteurs de biens fonciers et d’habitations d’ériger de nouveaux dispositifs sanitaires pour leurs fosses d’aisance, conformément aux exigences fraîchement établies.

## État actuel
La zone où s’étendait jadis l’ancienne concession britannique de Tientsin demeure le foyer névralgique du centre urbain de cette cité. Nombre d’édifices y ont été conservés, plusieurs ayant préservé leur apparence originelle. Aujourd’hui, les secteurs de la rue Tai’an, des Cinq-Avenues et de la rue Jiefang-Nord, jadis inclus dans ladite concession, sont désormais inscrits au sein de l’inventaire des quartiers historiques et culturels de Tientsin. Dès le mois de mars de 2010, des travaux de réfection et d’édification de bâtiments d’appoint furent entrepris dans le périmètre historique de la rue Tai’an ainsi que dans les aires attenantes à l’ancienne concession britannique, avec la rue Jiefang-Nord pour épicentre. Cette projet fut menée à son terme en 2011.

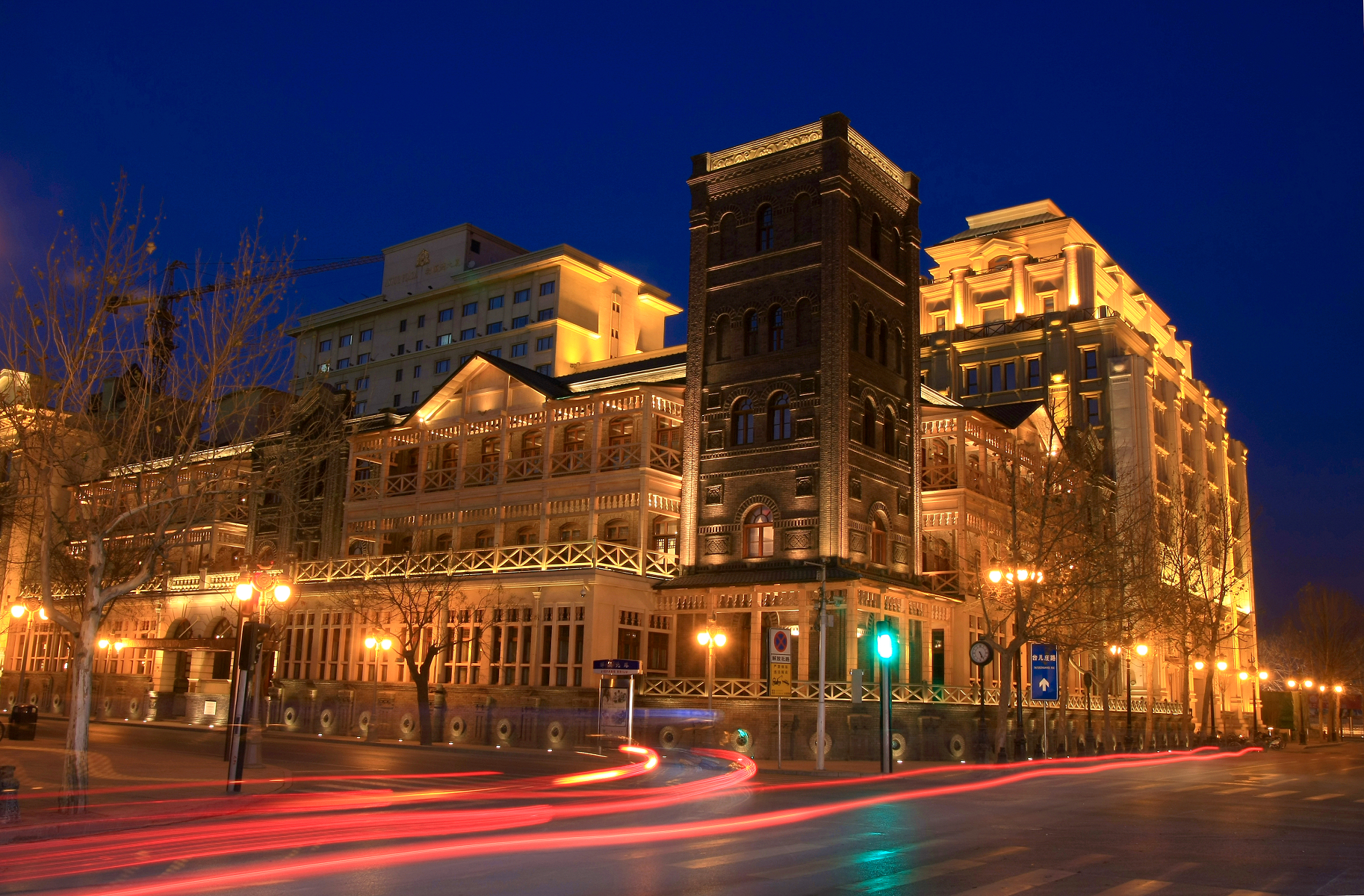
Vue nocturne de l'hôtel Astor.
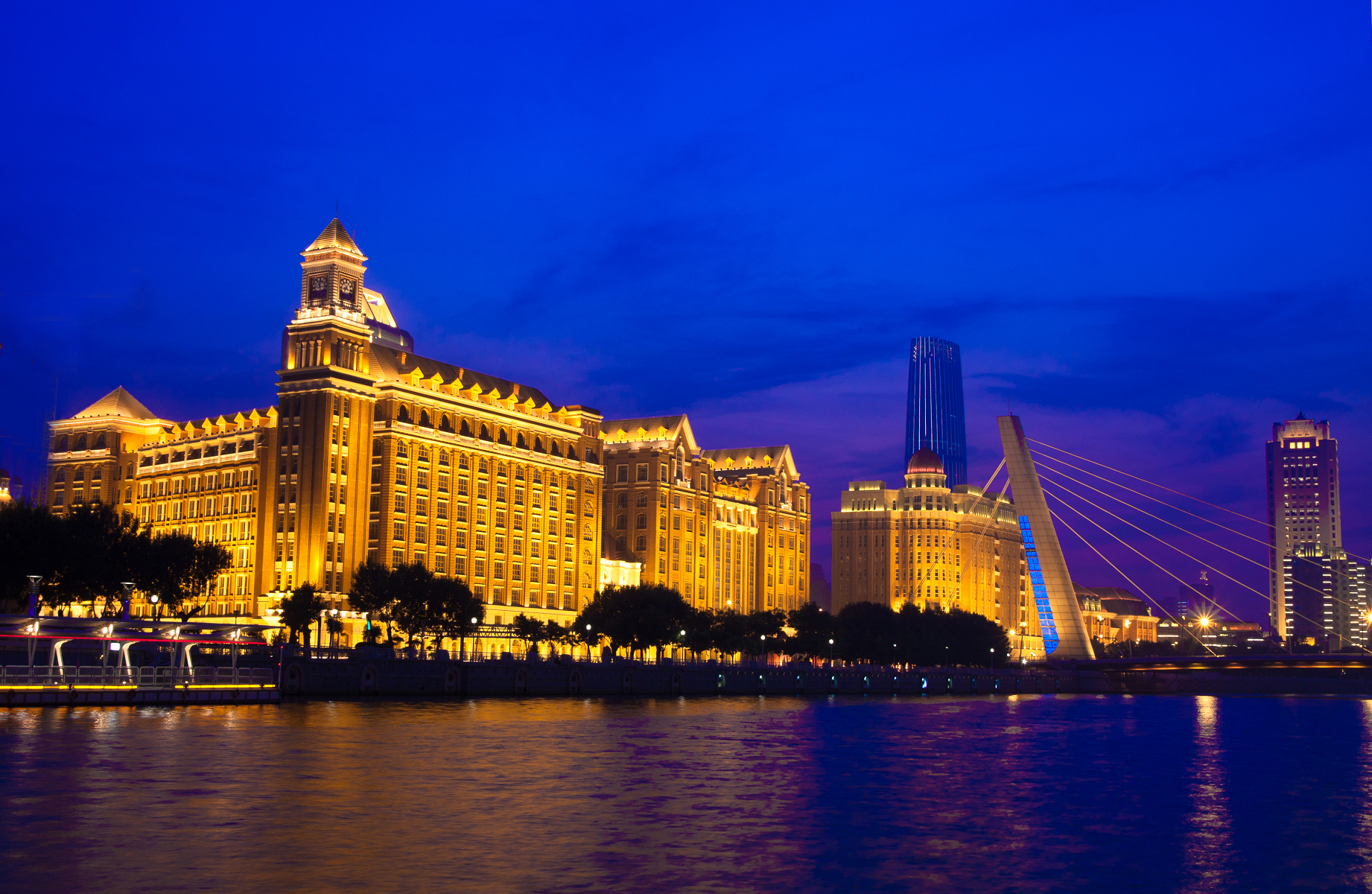
La rivière Haihe le long de la route de Tai'an.
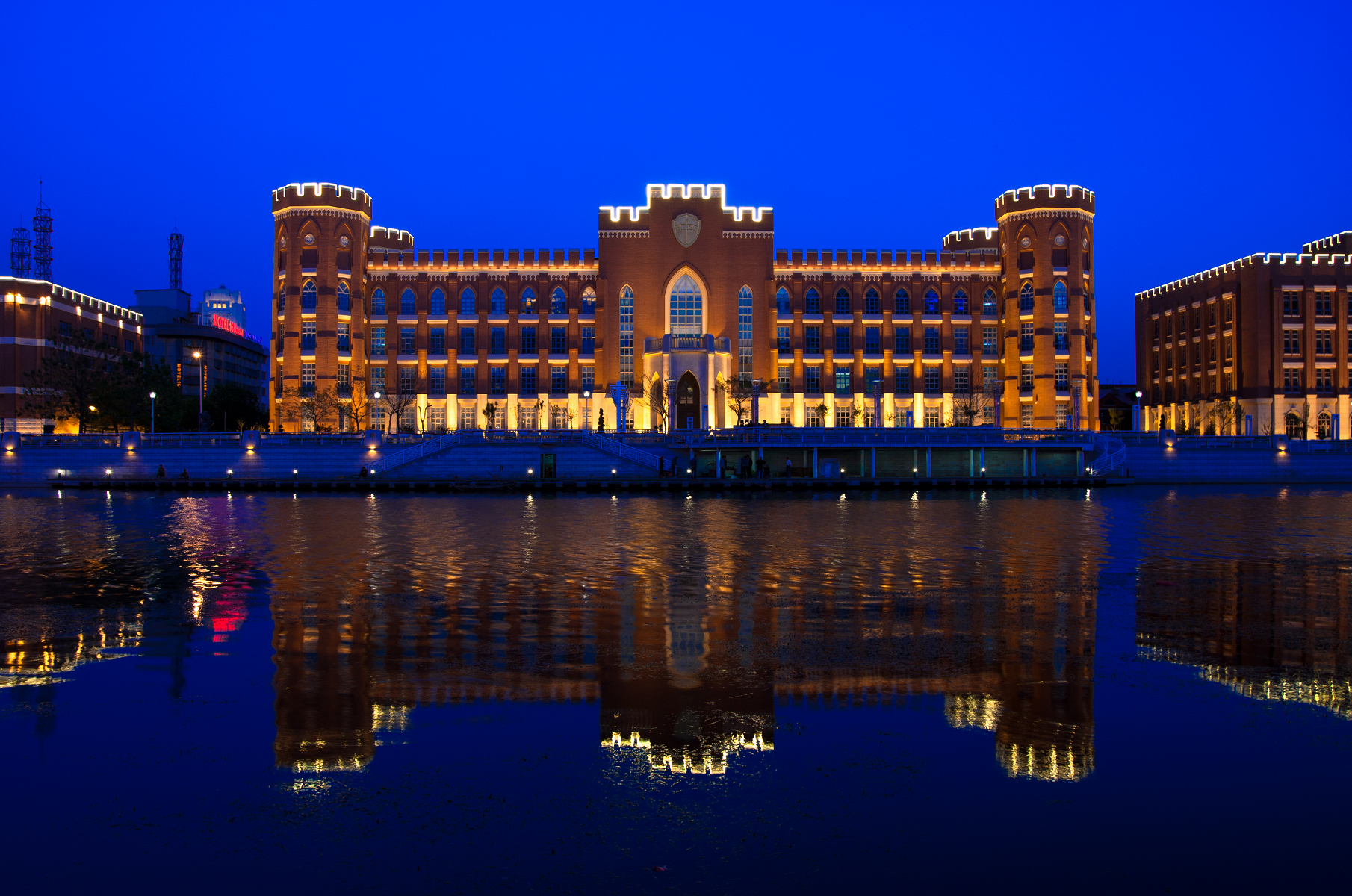
Site du Gordon Hall.
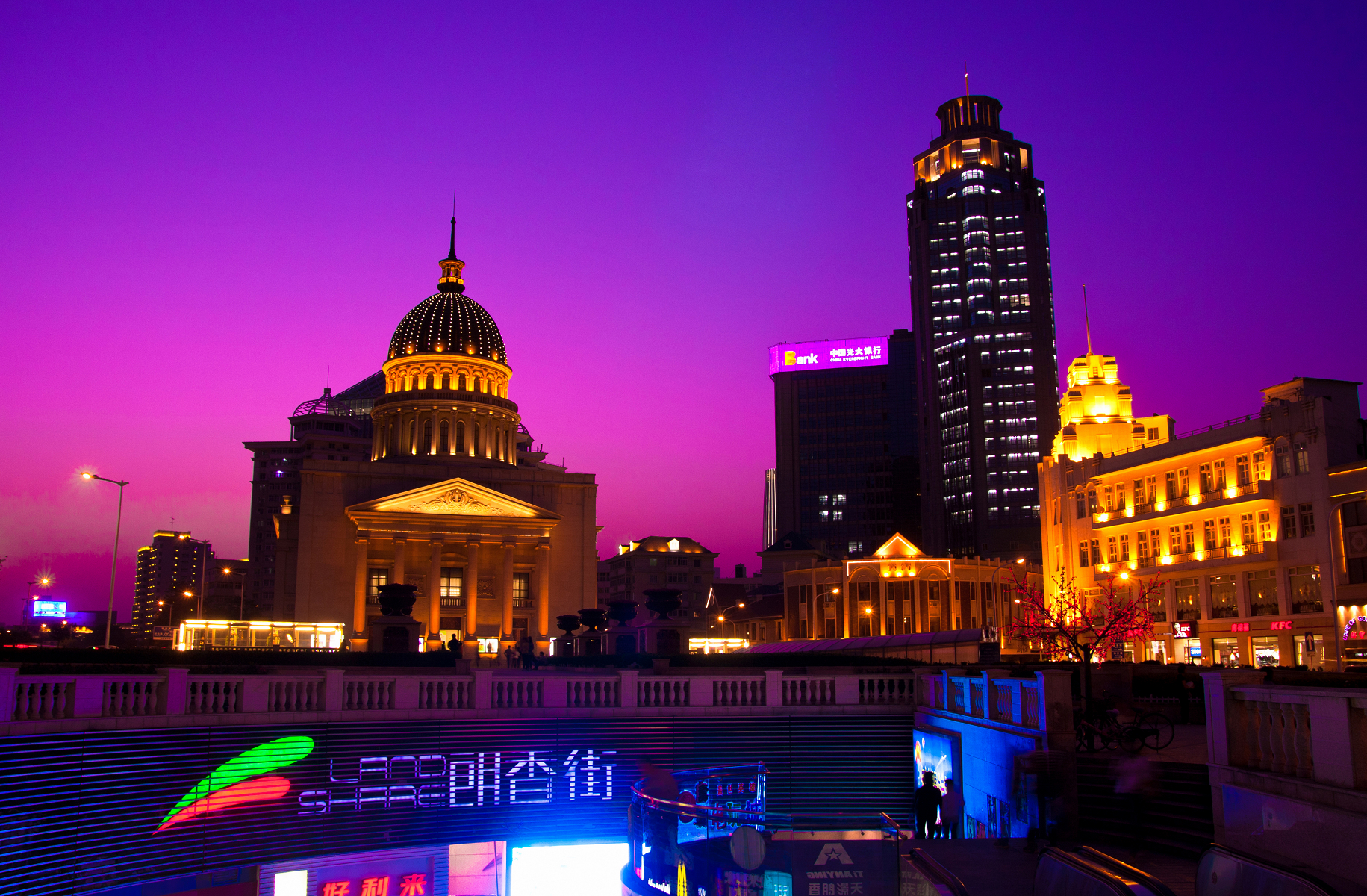
Bâtiments de l'époque de la colonisation dans le district de Xiaobailou.

## Galerie
|                                                      |
| L'édifice HSBC sur Victoria Road, construit en 1925. |

|                                                                  |
| La maison Yokohama Specie sur Victoria Road, construite en 1926. |

|                                                                  |
| La maison russo-asiatique sur Victoria Road, construite en 1896. |

|                                                                          |
| Restaurant Victoria, construit en 1940, aujourd'hui restaurant Kiessling |

|                                                                      |
| Église de Tous les Saints, ou église épiscopale, construite en 1936. |

| |
| L'hôtel Astor sur Victoria Road, construit en 1886, était l'une des plus anciennes structures de la concession britannique. |

|                                                             |
| Le manoir du consul général britannique, construit en 1937. |

|                                                                                            |
| L'auditorium de Tienchin Kung Hsueh (aujourd'hui Yaohua High School) dans les années 1940. |

|                                        |
| Synagogue Tientsin, construite en 1940 |

|                                                       |
| Manoir du Prince Ching dans l'extension extra-rurale. |

|                                                          |
| Le bâtiment Gibb, Livingston & Co. sur la Consular Road. |

|                                           |
| Tientsin Country Club, construit en 1925. |

## Liste des consuls généraux
- James Mongan (1860–1877)
- William Hyde Lay (1870, acteur)
- Sir Chaloner Grenville (1877–1885)
- Byron Brenan (1885–1893)
- Henry Barnes Bristow (1893-1897)
- Benjamin Charles George Scott (1897–1899)
- William Richard Carles (1899–1901)
- Lionel Charles Hopkins (1901–1908)
- Sir Alexander Hosie (1908-1912)
- Sir Henry English Fulford (1912-1917)
- William Pollock Ker (1917–1926)
- James William Jamieson (1926-1930)
- Lancelot Giles (1928–1934)
- John Barr Affleck (1935-1938)
- Edgar George Jamieson (1938-1939)
- Oswald White (1939-1941)
- Sir Alwyne George Neville Ogden (1941, acteur)